# 竹敷村
竹敷村（たけしきむら）は、長崎県下県郡にあった村。1932年（昭和7年）に南隣の雞知村に編入した。
現在の対馬市美津島町の中部、浅茅湾及び大口瀬戸に接する北岸一帯にあたる。

## 地理
対馬島の中部に位置する。村域は複雑で、大字尾崎の全域・大字黒瀬の西部（黒瀬湾を挟んで西側）・大字竹敷の東部（高坊浦と白連江浦に接する北岸一帯）の3箇所が飛地となっている。
- 山：鶴ヶ岳、飯盛山、大比良壇山、城山、持山、飛岳、曲網代岳
- 島嶼：島山島、黒崎島、鼠島、志々加島、志々加小島、車島、頭切島、化物島、境島
- 港湾・海域：大口瀬戸、浅茅湾、黒瀬湾、竹敷港

## 沿革
当村域の一帯について、中世は「与良郡」の一部、近世は「与良郷」の一部に属した。また『津島紀事』によれば、与良郷内には1府30村が属していたとされる。与良郷は対馬島内の他の各郷とともに明治5年に廃止された。
明治以降は軍事拠点としての性格を強める。日清戦争以降、竹敷港は艦隊根拠地としての重要性が一段と高まり、1896年（明治29年）に日本海軍初の要港部となる竹敷要港部が設置された。
- 1908年（明治41年）4月1日 - 島嶼町村制施行により、竹敷村・黒瀬村・尾崎村・島山村・昼ヶ浦村が合併し下県郡竹敷村が発足[11]。
- 1923年（大正12年）4月1日 - 日本海軍の竹敷要港部が廃止[12]。
- 1932年（昭和7年）4月1日 - 雞知村に編入し、竹敷村は自治体として消滅。

## 地名
大字を行政区域とする。
- 尾崎（おさき）
- 黒瀬（くろせ）
- 島山（しまやま）
- 竹敷（たけしき）
- 昼ヶ浦（ひるがうら）

## 名所・旧跡
- 金田城跡
- 深浦水雷艇隊基地跡[8]